# I kowbojki mogą marzyć
I kowbojki mogą marzyć (ang. Even Cowgirls Get the Blues) – amerykański komediodramat z 1993 roku w reżyserii Gusa Van Santa. Scenariusz powstał w oparciu o powieść Toma Robbinsa z 1976 roku pod tym samym tytułem.
Zdjęcia kręcono na terenie stanu Oregon: w Portlandzie, Bend, Terrebonne i Sisters.
Film był kasową i artystyczną klapą. Po światowej premierze we wrześniu 1993 na TIFF w Toronto i negatywnym przyjęciu jego premiera została opóźniona, a sam film poddano przeróbkom montażowym.

## Obsada
- Tom Robbins (głos) jako Narrator
- Uma Thurman jako Sissy Hankshaw
- Lorraine Bracco jako Delores Del Ruby
- Pat Morita jako The Chink
- Angie Dickinson jako Miss Adrian
- Keanu Reeves jako Julian Gitche
- John Hurt jako The Countess
- Rain Phoenix jako Bonanza Jellybean
- Ed Begley Jr. jako Rupert
- Carol Kane jako Carla
- Sean Young jako Marie Barth
- Crispin Glover jako Howard Barth
- Roseanne Arnold jako Madame Zoe
- Buck Henry jako dr Dreyfus
- Grace Zabriskie jako pani Hankshaw
- Ken Kesey jako pan Hankshaw
- Heather Graham jako Kowbojka Heather
- Udo Kier jako Commercial Director
- Lin Shaye jako Rubber Rose Maid
- William Burroughs jako on sam
- Edward James Olmos jako Muzyk
- River Phoenix jako Pielgrzym